# Ermida de Nossa Senhora dos Santos

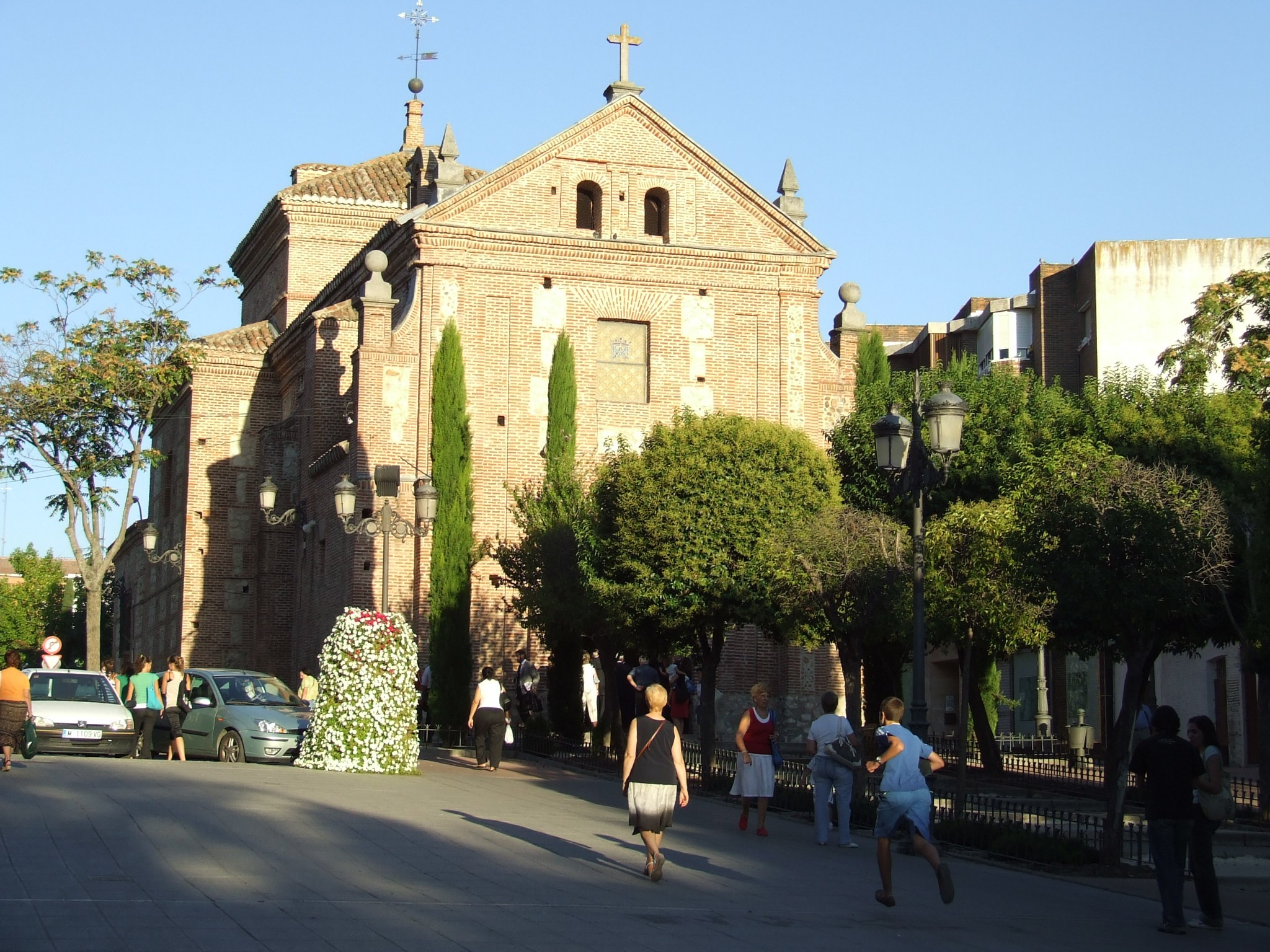
Vista frontal da Ermida de Nossa Senhora dos Santos em Móstoles ,Espanha.

A Ermida de Nossa Senhora dos Santos (espanhol: Ermita de Nuestra Señora de los Santos) é uma ermida localizada em Móstoles, Espanha. Foi declarada Bien de Interés Cultural no ano de 1994.